# Batrachorhina rufina
Batrachorhina rufina là một loài bọ cánh cứng trong họ Cerambycidae.